# Rudolf Cvetko
Rudolf Cvetko (ur. 17 lipca 1880 w Senožečach, zm. 15 grudnia 1977 w Lublanie) – słoweński wojskowy i szermierz, srebrny medalista olimpijski.

## Kariera
Na igrzyskach olimpijskich w Sztokholmie w 1912 roku reprezentacja Cesarstwa Austrii w składzie: Richard Verderber, Reinhold Trampler, Otto Herschmann, Friedrich Golling, Andreas Suttner, Rudolf Cvetko i Albert Bogen zdobyła srebro w szabli drużynowej. Wystartował także we florecie indywidualnym, w którym odpadł w pierwszej rundzie. Był pierwszym Słoweńcem, który zdobył medal olimpijski. 
Nie zdobył medalu mistrzostw świata.
Był zawodowym wojskowym, w czasie I wojny światowej był oficerem Armii Austro-Węgier. W 1916 odznaczony Brązowym Medalem Zasługi Wojskowej. Z wojska odszedł w 1926. Po 1945 został trenerem i działaczem sportowym w Słowenii.